# Casting a Glance
Pour plus de détails, voir Fiche technique et Distribution.
Casting a Glance est un film documentaire américain réalisé par James Benning et sorti en 2007. 

## Fiche technique
- Titre : Casting a Glance
- Réalisation : James Benning
- Scénario, photographie, montage et production : James Benning
- Pays de production :  États-Unis
- Genre : documentaire
- Durée : 80 minutes
- Date de sortie : Allemagne - 15 septembre 2007[1]

## Distinctions

### Récompense
- Douglas Edwards Experimental/Independent Film/Video Award 2008[2]

### Sélection
- Festival international du film de Rotterdam 2008[3]

## Autour du film
Casting a Glance figurait parmi les huit films de James Benning présentés en février 2009 au Festival Punto de Vista (es) à Pampelune.